# Távolságreguláris gráf
A matematika, azon belül a gráfelmélet területén egy távolságreguláris gráf (distance-regular graph) olyan reguláris gráf, melyben bármely két v és w csúcsot kiválasztva, a v-től j távolságra és a w-től k távolságra lévő csúcsok száma kizárólag j, k, illetve i = d(v, w), azaz a két csúcs távolságának a függvénye.
Minden távolságtranzitív gráf távolságreguláris. És valóban, a távolságreguláris gráfokat a távolságtranzitív gráfok kombinatorikai általánosításaiként vezették be; számszerűen ugyanazok a regularitási paramétereik, de a távolságreguláris gráfok nem feltétlenül rendelkeznek nagy automorfizmus-csoporttal.

## Metszési tömbök
Egy {\displaystyle d} átmérőjű {\displaystyle G} gráf pontosan akkor távolságreguláris, ha minden {\displaystyle G}-beli, egymástól {\displaystyle j} távolságra lévő {\displaystyle u,v} csúcspár esetén létezik olyan, egész számokból álló {\displaystyle \{b_{0},b_{1},\cdots ,b_{d-1};c_{1},\cdots ,c_{d}\}} tömb, amire igaz, hogy bármely {\displaystyle 1\leq j\leq d} értékre {\displaystyle b_{j}} megadja {\displaystyle u} azon szomszédainak számát, melyek {\displaystyle v}-től {\displaystyle j+1} távolságra vannak, {\displaystyle c_{j}} pedig megadja {\displaystyle u} azon szomszédainak számát, melyek {\displaystyle v}-től {\displaystyle j-1} távolságra vannak. A távolságreguláris gráfot jellemző, egész számokból álló tömböt a gráf metszési tömbjének (intersection array) nevezik.

### Kospektrális távolságreguláris gráfok
Két összefüggő távolságreguláris gráf pontosan akkor kospektrális, ha metszési tömbjeik megegyeznek.
Egy távolságreguláris gráf pontosan akkor nem összefüggő, ha kospektrális távolságreguláris gráfok diszjunkt uniójából áll.

## Tulajdonságok
Legyen {\displaystyle G} egy távolságreguláris gráf, melynek metszési tömbje {\displaystyle \{b_{0},b_{1},\cdots ,b_{d-1};c_{1},\cdots ,c_{d}\}}. Minden {\displaystyle 0\leq j\leq d}-re jelölje {\displaystyle G_{j}} azt a {\displaystyle k_{j}}-reguláris gráfot, melynek szomszédsági mátrixa, {\displaystyle A_{j}} előáll a {\displaystyle G}-ben {\displaystyle j} távolságra lévő csúcspárok összekapcsolásával, és jelölje {\displaystyle a_{j}} {\displaystyle u} azon szomszédainak számát, melyek {\displaystyle v}-től {\displaystyle j} távolságra vannak, minden olyan {\displaystyle G}-beli {\displaystyle u,v} csúcspárra, melyek egymástól {\displaystyle j} távolságra vannak. 

### Gráfelméleti tulajdonságok
- {\displaystyle {\frac {k_{j+1}}{k_{j}}}={\frac {b_{j}}{c_{j+1}}}} minden {\displaystyle 0\leq j<d}-re.
- {\displaystyle b_{0}>b_{1}\geq \cdots \geq b_{d-1}>0} és {\displaystyle 1=c_{1}\leq \cdots \leq c_{d}\leq b_{0}}.

### Algebrai tulajdonságok
- {\displaystyle AA_{j}=c_{j+1}A_{j+1}+a_{j}A_{j}+b_{j-1}A_{j-1}} minden {\displaystyle 0<j<d}.
- {\displaystyle G} szomszédsági algebrája egy olyan asszociációs séma Bose–Mesner-algebrája, ahol a {\displaystyle G} csúcspárjai távolságuk alapján vannak összerendelve; továbbá, ha {\displaystyle G} összefüggő, {\displaystyle d+1} különböző sajátértékkel rendelkezik.

#### Metszési mátrixok
Létezik olyan, a {\displaystyle G} metszési mátrixának (intersection matrix) nevezett {\displaystyle B} tridiagonális mátrix, hogy bármely {\displaystyle G}-beli {\displaystyle v} csúcsra:
{\displaystyle AX=XB},
ahol {\displaystyle X:={\begin{bmatrix}e_{v}\mid Ae_{v}\mid A_{2}e_{v}\mid \cdots \mid \cdots \mid A_{d}e_{v}\end{bmatrix}}}.
{\displaystyle B} karakterisztikus polinomja megegyezik az {\displaystyle A} minimálpolinomjával.
{\displaystyle B:={\begin{pmatrix}a_{0}&b_{0}&0&\cdots &0&0\\c_{1}&a_{1}&b_{1}&\cdots &0&0\\0&c_{2}&a_{2}&\cdots &0&0\\\vdots &\vdots &\vdots &&\vdots &\vdots \\0&0&0&\cdots &a_{d-1}&b_{d-1}\\0&0&0&\cdots &c_{d}&a_{d}\end{pmatrix}}.}

## Példák
Néhány távolságreguláris gráf, illetve gráfcsalád:
- Teljes gráfok.
- Körgráfok.
- Páratlan gráfok.
- Moore-gráfok.
- A Wells-gráf és a Sylvester-gráf.
- {\displaystyle 2} átmérőjű erősen reguláris gráfok.

## A távolságreguláris gráfok osztályozása
Bármely {\displaystyle k} for all {\displaystyle k\geq 3} értékre csak véges számú összefüggő, {\displaystyle k} fokszámú távolságreguláris gráf létezik.

### 3-reguláris távolságreguláris gráfok
A 3-reguláris távolságreguláris gráfok osztályozása már teljes.
A 13 különböző gráf a következő: a K4 (avagy tetraéder), a K3,3, a Petersen-gráf, a kocka, a Heawood-gráf, a Papposz-gráf, a Coxeter-gráf, a Tutte–Coxeter-gráf, a dodekaéder, a Desargues-gráf, a Tutte 12-cage, a Biggs–Smith-gráf és a Foster-gráf.

## Fordítás
- Ez a szócikk részben vagy egészben a Distance-regular graph című angol Wikipédia-szócikk ezen változatának fordításán alapul.  Az eredeti cikk szerkesztőit annak laptörténete sorolja fel. Ez a jelzés csupán a megfogalmazás eredetét és a szerzői jogokat jelzi, nem szolgál a cikkben szereplő információk forrásmegjelöléseként.